# Nadrybie (gromada)
Nadrybie (alt. Nadrybie Dwór) – dawna gromada, czyli najmniejsza jednostka podziału terytorialnego Polskiej Rzeczypospolitej Ludowej w latach 1954–1972.
Gromady, z gromadzkimi radami narodowymi (GRN) jako organami władzy najniższego stopnia na wsi, funkcjonowały od reformy reorganizującej administrację wiejską przeprowadzonej jesienią 1954 do momentu ich zniesienia z dniem 1 stycznia 1973, tym samym wypierając organizację gminną w latach 1954–1972.
Gromadę Nadrybie z siedzibą GRN w Nadrybiu Dworze (obecna pisownia Nadrybie-Dwór) utworzono – jako jedną z 8759 gromad na obszarze Polski – w powiecie chełmskim w woj. lubelskim na mocy uchwały nr 7 WRN w Lublinie z dnia 5 października 1954. W skład jednostki weszły obszary dotychczasowych gromad Janowica, Nadrybie, Nadrybie Dwór, Nadrybie Ukazowe i Stefanów oraz miejscowości Przymiarki kol. i Zaróbka z dotychczasowej gromady Zaróbka ze zniesionej gminy Wiszniewice w tymże powiecie. Dla gromady ustalono 13 członków gromadzkiej rady narodowej.
1 stycznia 1960 gromadę Nadrybie Dwór zniesiono, włączając jej obszar do gromady Garbatówka w tymże powiecie.